# 幡豆街道
幡豆街道（はずかいどう）とは、愛知県蒲郡市竹谷町から同形原町を経て西尾市方面に通じる街道である。幡豆往還（はずおうかん）ともいう。また形原を通るので形原道（かたのはらみち）とも呼ばれる。

## 概要
竹谷で平坂街道より分岐して拾石・鹿島・形原・西浦を経て東幡豆に入る街道である。竹谷から西に山間の道筋を通る平坂街道に対して、幡豆街道は概ね現在の名鉄蒲郡線に並行するようなかたちで海岸沿いの地域を通る。
もと幅2.5メートル程度の道幅の往還であったが、かつてのような街道の風情は道路の改修・拡張などにより失われてしまい不明な部分も存在する。この地域の地理は年代とともに海岸地域の干拓や宅地の造成などで変容した。とくに1956年（昭和31年）7月の国道247号名古屋半田豊橋線の道路整備で往古の街道の雰囲気が消えた。わずかながらに形原町の「利生院」南北の形原町商店街、すなわち形原町下市の旧道から音羽交差点を経て形原港町交差点までの区間で昔の狭い里道が残っている程度である。利生院には高さ約89センチメートル、一辺の横幅約19センチメートルの「左　に之浦（にしうら）　者川（はづ）　道」と刻まれた道標が残っている。
蒲郡市内の道路の通称名として、愛知県道321号東幡豆蒲郡線の馬相交差点から西に西尾市幡豆地区との境目までの区間で「幡豆街道」の名称が付けられている。

## 接続する路線
- 平坂街道
- 眺海橋通り
- 春日通り
- 西浦シーサイドロード

## 沿線・周辺
| - 名鉄蒲郡線 蒲郡競艇場前駅 - JR東海道本線 三河塩津駅 - 蒲郡競艇場 - 蒲郡自動車学校 - 名鉄蒲郡線 三河鹿島駅 - 形原漁港 - 稲荷神社 - 天王宮 | - 秋葉神社 - 利生院 - 名鉄蒲郡線 西浦駅 - 阿弥陀堂 - 名鉄蒲郡線 こどもの国駅 - 愛知こどもの国 - 名鉄蒲郡線 東幡豆駅 |